# Irwin Winkler
Irwin Winkler (New York, 25 maggio 1931) è un produttore cinematografico e regista statunitense.

## Biografia
Figlio di Sol e Anna Winkler, è nato e cresciuto a New York, dove ha frequentato la New York University. Verso la fine degli anni sessanta, assieme al socio Robert Chartoff, inizia la sua attività di produttore cinematografico con il film Fermi tutti, cominciamo daccapo! (1967), con protagonista Elvis Presley. Successivamente produce film come Non si uccidono così anche i cavalli? (1969), Fragole e sangue (1970), La gang che non sapeva sparare (1971) e I nuovi centurioni (1972).
Produttore nel 1976 di Rocky, premio Oscar come miglior film, negli anni seguenti Winkler produce tutti gli altri cinque capitoli della saga con protagonista Sylvester Stallone, oltre ad altri film di successo come New York, New York (1977), Toro scatenato (1980), Uomini veri (1983) e Quei bravi ragazzi (1990).
Nel 1991 debutta dietro la macchina da presa con Indiziato di reato, con Robert De Niro e Annette Bening, mentre l'anno seguente dirige La notte e la città (1992), con ancora De Niro come protagonista. Nel 1995 dirige Sandra Bullock nel thriller virtuale The Net - Intrappolata nella rete, e nel 1999 realizza il romantico A prima vista. Dopo il drammatico L'ultimo sogno (2001), nel 2004 dirige il biografico De-Lovely, sulla vita di Cole Porter. Nel 2006 dirige Home of the Brave - Eroi senza gloria, film uscito solamente per il mercato home video, che racconta le difficoltà di un gruppo di reduci della guerra in Iraq nel tornare alla vita normale.
La Francia gli ha conferito il titolo di "Commendatore delle Arti e Lettere", per il suo contributo dato all'arte; inoltre per il suo contributo all'industria cinematografica è entrato nella Hollywood Walk of Fame, con una stella collocata al 6801 di Hollywood Boulevard.

## Filmografia parziale

### Produttore
- Fermi tutti, cominciamo daccapo! (Double Trouble), regia di Norman Taurog (1967)
- La gang che non sapeva sparare (The Gang That Couldn't Shoot Straight), regia di James Goldstone (1971)
- 40.000 dollari per non morire (The Gambler), regia di Karel Reisz (1974)
- S*P*Y*S, regia di Irvin Kershner (1974)
- Mani sporche sulla città (Busting), regia di Peter Hyams (1974)
- Dieci secondi per fuggire (Breakout), regia di Tom Gries (1975)
- Rocky, regia di John G. Avildsen (1976)
- Una valigia piena di dollari (Peeper), regia di Peter Hyams (1976)
- New York, New York (New York, New York), regia di Martin Scorsese (1977)
- Arriva un cavaliere libero e selvaggio (Comes a Horseman), regia di Alan J. Pakula (1978)
- Rocky II, regia di Sylvester Stallone (1979)
- Toro scatenato (Raging Bull), regia di Martin Scorsese (1980)
- L'assoluzione (True Confessions), regia di Ulu Grosbard (1981)
- Rocky III, regia di Sylvester Stallone (1982)
- Papà, sei una frana (Author! Author!), regia di Arthur Hiller (1982)
- Rocky IV, regia di Sylvester Stallone (1985)
- Quei bravi ragazzi (Goodfellas), regia di Martin Scorsese (1990)
- Rocky V, regia di John G. Avildsen (1990)
- La notte e la città (Night and the City), regia di Irwin Winkler (1992)
- Rocky Balboa, regia di Sylvester Stallone (2006)
- The Wolf of Wall Street, regia di Martin Scorsese (2013)
- The Gambler, regia di Rupert Wyatt (2014)
- Survivor, regia di James McTeigue (2015)
- Creed - Nato per combattere (Creed), regia di Ryan Coogler (2015)
- Silence, regia di Martin Scorsese (2016)
- Creed II, regia di Steven Caple Jr. (2018)
- The Irishman, regia di Martin Scorsese (2019)
- Creed III, regia di Michael B. Jordan (2023)
- The Alto Knights - I due volti del crimine (The Alto Knights), regia di Barry Levinson (2025)

### Regista
- Indiziato di reato (Guilty by Suspicion) (1991)
- La notte e la città (Night and the City) (1992)
- The Net - Intrappolata nella rete (The Net) (1995)
- A prima vista (At First Sight) (1999)
- L'ultimo sogno (Life as a House) (2001)
- De-Lovely - Così facile da amare (De-Lovely) (2004)
- Home of the Brave - Eroi senza gloria (Home of the Brave) (2006)